# Liste der Kulturdenkmäler in Hörschhausen
In der Liste der Kulturdenkmäler in Hörschhausen sind alle Kulturdenkmäler der rheinland-pfälzischen Ortsgemeinde Hörschhausen aufgeführt. Grundlage ist die Denkmalliste des Landes Rheinland-Pfalz (Stand: 17. Juli 2023).

## Einzeldenkmäler
| Bezeichnung              | Lage                 | Baujahr | Beschreibung                             | Bild                           |
| ------------------------ | -------------------- | ------- | ---------------------------------------- | ------------------------------ |
| Katholische Filialkirche | Dauner Straße 1 Lage | 1762    | zweiachsiger Saalbau, angeblich von 1762 | weitere Bilder Fotos hochladen |